# Astragalus humillimus
Astragalus humillimus är en ärtväxtart som beskrevs av Asa Gray. Astragalus humillimus ingår i släktet vedlar, och familjen ärtväxter. Inga underarter finns listade i Catalogue of Life.